# Lotis (mythologie)
Pour les articles homonymes, voir Lotis.

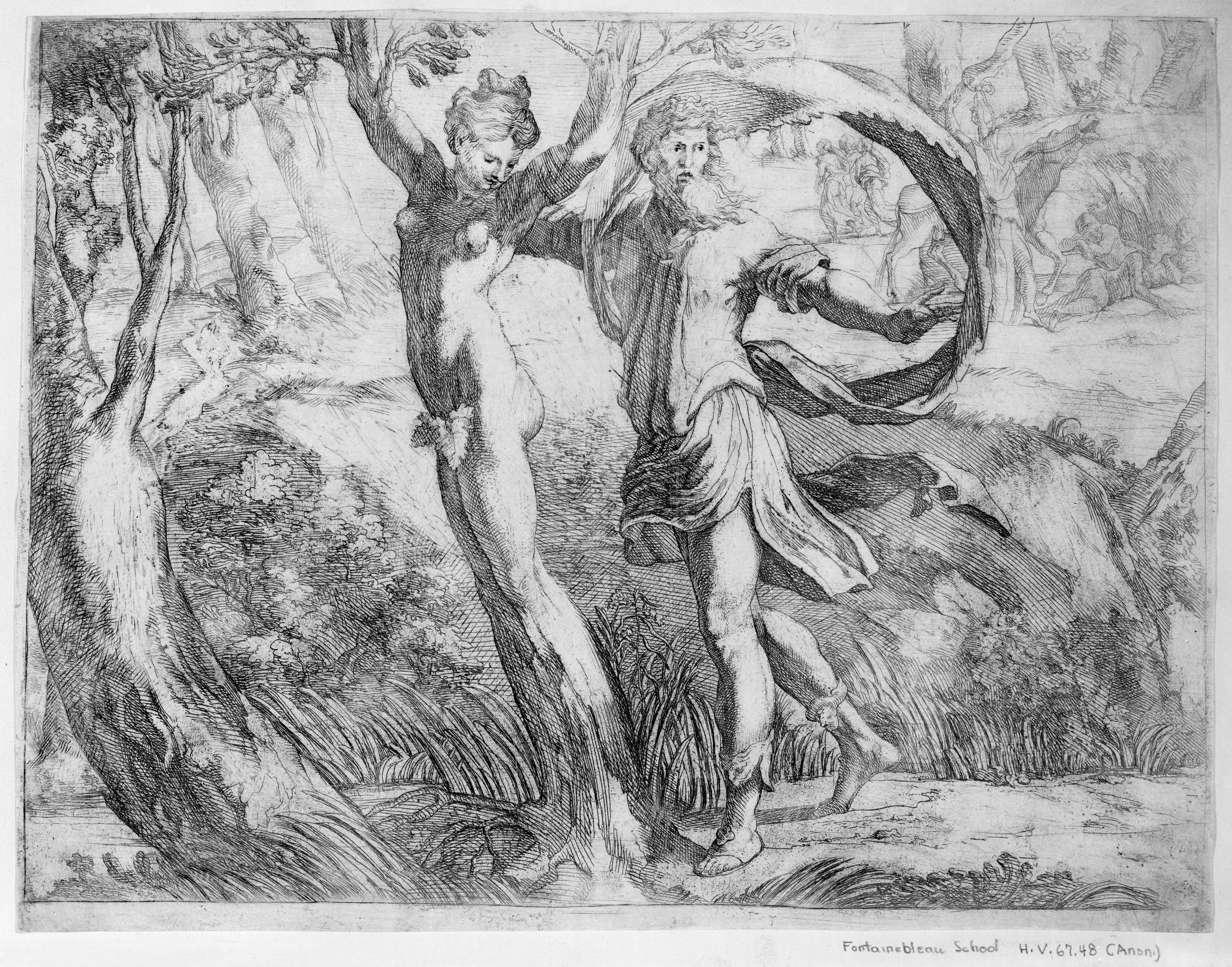
Lotis et Priape. Gravure du Wilton Album, vers 1530-1550. Metropolitan Museum of Art, New York.

Dans la mythologie grecque, Lotis (en grec ancien Λωτίς / Lôtís) est une naïade.
Elle est citée à deux reprises par Ovide, qui ne précise pas son ascendance. Dans les Métamorphoses, il rappelle brièvement son histoire : poursuivie par Priape, elle s'est changée en lotos pour échapper au dieu. Dryope, la fille d'Eurytos (roi d'Œchalie), se rendant près du lac veut cueillir quelques fleurs de lotos et voit ses mains couvertes du sang de Lotis.
Cependant les Fastes livrent un récit plus complet où l'âne de Silène se met à braire alors que Priape s'approche de la naïade endormie : effrayée, celle-ci s'enfuit en poussant de grands cris, réveillant d'autres dieux qui se moquent de Priape.